# Ingalagi, Kundgol
Ingalagi là một làng thuộc tehsil Kundgol, huyện Dharwad, bang Karnataka, Ấn Độ.